# Nilea scutellaris
Nilea scutellaris là một loài ruồi trong họ Tachinidae.